# Erik Ring (labdarúgó)
Erik Ring (Södertälje, 2002. április 24. –) svéd korosztályos válogatott labdarúgó, a  Helsingborg középpályása kölcsönben az AIK csapatától.

## Pályafutása

### Klubcsapatokban
Ring a svédországi Södertälje városában született. Az ifjúsági pályafutását a Huddinge és a Segeltorp csapatában kezdte, majd az AIK akadémiájánál folytatta.
2020-ban mutatkozott be az AIK első osztályban szereplő felnőtt keretében. Először a 2020. szeptember 20-ai, Hammarby ellen 3–0-ra megnyert mérkőzés 90+2. percében, Filip Rogić cseréjeként lépett pályára. A 2023-as szezonban a Helsingborg csapatát erősítette kölcsönben.

### A válogatottban
Ring 2021-ben debütált a svéd U21-es válogatottban. Először a 2021. október 8-ai, Montenegró ellen 3–1-re megnyert mérkőzés 72. percében, Anthony Elangát váltva lépett pályára.

## Statisztikák
2022. november 6. szerint
| Klub     | Szezon   | Osztály     | Bajnokság | Bajnokság | Kupa  | Kupa | Nemzetközi | Nemzetközi | Összesen | Összesen |
| Klub     | Szezon   | Osztály     | Meccs     | Gól       | Meccs | Gól  | Meccs      | Gól        | Meccs    | Gól      |
| -------- | -------- | ----------- | --------- | --------- | ----- | ---- | ---------- | ---------- | -------- | -------- |
| AIK      | 2020     | Allsvenskan | 10        | 0         | 0     | 0    | —          | —          | 10       | 0        |
| AIK      | 2021     | Allsvenskan | 17        | 0         | 2     | 1    | —          | —          | 19       | 1        |
| AIK      | 2022     | Allsvenskan | 17        | 0         | 6     | 3    | 6          | 0          | 29       | 3        |
| AIK      | Összesen | Összesen    | 44        | 0         | 8     | 4    | 6          | 0          | 58       | 4        |
| Összesen | Összesen | Összesen    | 44        | 0         | 8     | 4    | 6          | 0          | 58       | 4        |

## Sikerei, díjai
AIK
- Allsvenskan
  - Ezüstérmes (1): 2021